# سيجي هاجيوارا
سيجي هاجيوارا هو سياسي ياباني، ولد في 28 أبريل 1956 في اليابان. حزبياً، نشط في الحزب الليبرالي الديمقراطي الياباني. وقد انتخب عضو مجلس النواب من اليابان.